# Copa América Centenário – Grupo D
O grupo D da Copa América Centenário, edição especial desta competição comemorando os cem anos de realização da Copa América, organizada pela Confederação Sul-Americana de Futebol (CONMEBOL) e Confederação de Futebol da América do Norte, Central e Caribe (CONCACAF), reunirá as seleções do Argentina, Chile, Panamá e Bolívia. Os componentes deste grupo foram definidos por sorteio realizado em 21 de fevereiro de 2016 no Hammerstein Ballroom, Nova Iorque.

## Equipes
| #  | Time      | Aparições | Melhor resultado         |
| -- | --------- | --------- | ------------------------ |
| D1 | Argentina | 41ª       | Campeão (Quatorze vezes) |
| D2 | Chile     | 38ª       | Campeão (2015)           |
| D3 | Panamá    | 1ª        | Estreante                |
| D4 | Bolívia   | 26ª       | Campeão (1963)           |

## Classificação
| Pos. | Seleção   | Pts | J | V | E | D | GP | GC | SG |
| ---- | --------- | --- | - | - | - | - | -- | -- | -- |
| 1    | Argentina | 9   | 3 | 3 | 0 | 0 | 10 | 1  | +9 |
| 2    | Chile     | 6   | 3 | 2 | 0 | 1 | 7  | 5  | +2 |
| 3    | Panamá    | 3   | 3 | 1 | 0 | 2 | 4  | 10 | –6 |
| 4    | Bolívia   | 0   | 3 | 0 | 0 | 3 | 2  | 7  | –5 |

## Jogos

### Primeira rodada

#### Panamá vs Bolívia
As duas equipes se encontraram quatro vezes, o último sendo em um amistoso que o Panamá venceu por 3-1. Este jogo vai marcar a estréia de Panamá na Copa América, tornando-os a terceira equipe da América Central a aparecer no torneio, depois de Costa Rica e Honduras .
| 6 de junho    | Panamá         | 2 – 1             | Bolívia  | Camping World Stadium, Orlando               |
| 19:00 (UTC−4) | Pérez 11', 87' | CONMEBOL CONCACAF | Arce 54' | Público: 13 466 Árbitro: CRC Ricardo Montero |

| Cores do Time · Cores do Time · Cores do Time · Cores do Time · Cores do Time | Panamá | Bolívia | Cores do Time · Cores do Time · Cores do Time · Cores do Time · Cores do Time |

| G                  | 1  | Jaime Penedo     |     |     |
| LD                 | 13 | Adolfo Machado   | 79' |     |
| Z                  | 23 | Felipe Baloy     | 77' |     |
| Z                  | 3  | Harold Cummings  | 53' | 63' |
| LE                 | 5  | Roderick Miller  |     |     |
| M                  | 11 | Armando Cooper   | 68' | 74' |
| M                  | 20 | Aníbal Godoy     |     |     |
| M                  | 6  | Gabriel Gómez    |     |     |
| M                  | 19 | Alberto Quintero |     |     |
| A                  | 7  | Blas Pérez       | 60' |     |
| A                  | 8  | Gabriel Torres   |     | 56' |
| Substituições:     |    |                  |     |     |
| A                  | 10 | Luis Tejada      |     | 56' |
| Z                  | 17 | Luis Henríquez   |     | 63' |
| A                  | 16 | Abdiel Arroyo    |     | 74' |
| Treinador:         |    |                  |     |     |
| Hernán Darío Gómez |    |                  |     |     |

| G                      | 1  | Carlos Lampe            |     |     |
| Z                      | 21 | Ronald Eguino           |     | 46' |
| Z                      | 5  | Nelson Cabrera          |     |     |
| Z                      | 22 | Edward Zenteno          |     |     |
| M                      | 4  | Diego Bejarano          |     |     |
| V                      | 20 | Fernando Saucedo        |     | 46' |
| V                      | 15 | Pedro Azogue            | 77' |     |
| M                      | 17 | Marvin Bejarano         |     |     |
| M                      | 8  | Martin Smedberg-Dalence |     |     |
| A                      | 9  | Yasmani Duk             |     | 87' |
| M                      | 7  | Juan Carlos Arce        | 17' |     |
| Substituições:         |    |                         |     |     |
| M                      | 10 | Jhasmani Campos         |     | 46' |
| M                      | 13 | Alejandro Meleán        |     | 46' |
| A                      | 18 | Rodrigo Ramallo         |     | 87' |
| Treinador:             |    |                         |     |     |
| Julio César Baldivieso |    |                         |     |     |

| Homem do jogo: Blas Pérez (Panamá) Assistentes: Octavio Jara Juan Mora Quarto Árbitro: Wilson Lamouroux Quinto Árbitro: Peter Manikowski |

#### Argentina vs Chile
As duas equipes se encontraram em oitenta e seis ocasiões, o último sendo um jogo pelas eliminatórias da Copa do Mundo FIFA 2018 realizada no Chile, no início de 2016, que a Argentina venceu por 2-1. Seu último encontro na Copa América foi a final da Copa América de 2015, em que o Chile ganhou seu primeiro título ao derrotar o lado argentino nos pênaltis, após um empate sem gols.
| 6 de junho    | Argentina                 | 2 – 1             | Chile            | Levi's Stadium, California                    |
| 22:00 (UTC−4) | Di María 50' · Banega 58' | CONMEBOL CONCACAF | Fuenzalida 90+2' | Público: 69 451 Árbitro: URU Daniel Fedorczuk |

| Cores do Time · Cores do Time · Cores do Time · Cores do Time · Cores do Time | Argentina | Chile | Cores do Time · Cores do Time · Cores do Time · Cores do Time · Cores do Time |

| G               | 1  | Sergio Romero      |     |     |
| LD              | 4  | Gabriel Mercado    |     |     |
| Z               | 17 | Nicolás Otamendi   |     |     |
| Z               | 13 | Ramiro Funes Mori  |     |     |
| LE              | 16 | Marcos Rojo        | 69' |     |
| M               | 8  | Augusto Fernández  |     |     |
| M               | 14 | Javier Mascherano  |     |     |
| M               | 20 | Nicolás Gaitán     |     | 86' |
| M               | 19 | Éver Banega        |     |     |
| A               | 7  | Ángel Di María     | 64' | 79' |
| A               | 9  | Gonzalo Higuaín    |     | 73' |
| Substituições:  |    |                    |     |     |
| A               | 11 | Sergio Agüero      |     | 73' |
| M               | 18 | Erik Lamela        |     | 79' |
| M               | 5  | Matías Kranevitter |     | 87' |
| Treinador:      |    |                    |     |     |
| Gerardo Martino |    |                    |     |     |

| G                  | 1  | Claudio Bravo         |     |     |
| LD                 | 3  | Mauricio Isla         | 43' |     |
| Z                  | 17 | Gary Medel            | 64' |     |
| Z                  | 18 | Gonzalo Jara          |     |     |
| LE                 | 2  | Eugenio Mena          |     | 53' |
| M                  | 20 | Charles Aránguiz      |     | 81' |
| M                  | 21 | Marcelo Díaz          |     |     |
| M                  | 8  | Arturo Vidal          | 18' |     |
| A                  | 7  | Alexis Sánchez        |     |     |
| A                  | 11 | Eduardo Vargas        |     | 67' |
| A                  | 15 | Jean Beausejour       | 85' |     |
| Substituições:     |    |                       |     |     |
| A                  | 19 | Fabián Orellana       |     | 53' |
| A                  | 9  | Mauricio Pinilla      |     | 67' |
| Z                  | 6  | José Pedro Fuenzalida |     | 81' |
| Treinador:         |    |                       |     |     |
| Juan Antonio Pizzi |    |                       |     |     |

| Homem do jogo: Ángel Di María (Argentina) Assistentes: Nicolás Taran Richard Trinidad Quarto Árbitro: Jair Marrufo Quinto Árbitro: Corey Parker |

### Chile vs Bolívia
As duas equipes se encontraram em quarenta e uma ocasiões anteriores, sendo o último jogo válido pela Copa América de 2015, onde o Chile ganhou pelo placar de 5-0.
| 10 de junho   | Chile                   | 2 – 1             | Bolívia    | Gillette Stadium, Foxborough              |
| 19:00 (UTC−4) | Vidal 46', 90+10' (pen) | CONMEBOL CONCACAF | Campos 61' | Público: 19 392 Árbitro: USA Jair Marrufo |

| Cores do Time · Cores do Time · Cores do Time · Cores do Time · Cores do Time | Chile | Bolívia | Cores do Time · Cores do Time · Cores do Time · Cores do Time · Cores do Time |

| G                  | 1  | Claudio Bravo         |     |     |
| LD                 | 4  | Mauricio Isla         |     | 76' |
| Z                  | 17 | Gary Medel            |     |     |
| Z                  | 18 | Gonzalo Jara          |     |     |
| LE                 | 15 | Jean Beausejour       |     |     |
| M                  | 20 | Charles Aránguiz      |     |     |
| M                  | 10 | Pablo Hernández       | 79' |     |
| M                  | 8  | Arturo Vidal          |     |     |
| A                  | 7  | Alexis Sánchez        |     |     |
| A                  | 9  | Mauricio Pinilla      |     | 58' |
| A                  | 19 | Fabián Orellana       |     | 68' |
| Substituições:     |    |                       |     |     |
| A                  | 11 | Eduardo Vargas        |     | 58' |
| A                  | 22 | Edson Puch            |     | 68' |
| Z                  | 6  | José Pedro Fuenzalida |     | 76' |
| Treinador:         |    |                       |     |     |
| Juan Antonio Pizzi |    |                       |     |     |

| G                      | 1  | Carlos Lampe            |       |     |
| LD                     | 2  | Erwin Saavedra          |       |     |
| Z                      | 21 | Ronald Eguino           | 5'    |     |
| Z                      | 22 | Edward Zenteno          |       |     |
| Z                      | 3  | Luis Alberto Gutiérrez  | 90+9' |     |
| LE                     | 17 | Marvin Bejarano         |       |     |
| M                      | 8  | Martin Smedberg-Dalence |       |     |
| M                      | 13 | Alejandro Meleán        |       |     |
| M                      | 14 | Raúl Castro             |       | 58' |
| A                      | 7  | Juan Carlos Arce        |       | 54' |
| A                      | 9  | Yasmani Duk             |       | 82' |
| Substituições:         |    |                         |       |     |
| A                      | 18 | Rodrigo Ramallo         |       | 54' |
| M                      | 10 | Jhasmani Campos         | 78'   | 58' |
| M                      | 6  | Wálter Veizaga          | 90+9' | 82' |
| Treinador:             |    |                         |       |     |
| Julio César Baldivieso |    |                         |       |     |

| Homem do Jogo: Arturo Vidal (Chile) Assistentes: Corey Rockwell Peter Manikowski Quarto Árbitro: Armando Villarreal Quinto Árbitro: Cristian Ramírez |

### Argentina vs Panamá
As duas equipes se encontraram apenas uma vez, amistoso realizado no Panamá em 2011 onde a Argentina venceu por 3-1.
| 10 de junho   | Argentina                                      | 5 – 0             | Panamá | Soldier Field, Chicago                    |
| 21:30 (UTC−4) | Otamendi 7' · Messi 68', 78', 87' · Agüero 90' | CONMEBOL CONCACAF |        | Público: 53 885 Árbitro: ESA Joel Aguilar |

| Cores do Time · Cores do Time · Cores do Time · Cores do Time · Cores do Time | Argentina | Panamá | Cores do Time · Cores do Time · Cores do Time · Cores do Time · Cores do Time |

| G               | 1  | Sergio Romero     |     |     |
| LD              | 4  | Gabriel Mercado   |     |     |
| Z               | 17 | Nicolás Otamendi  |     |     |
| Z               | 13 | Ramiro Funes Mori |     |     |
| LE              | 16 | Marcos Rojo       |     |     |
| M               | 19 | Éver Banega       |     |     |
| M               | 14 | Javier Mascherano | 17' |     |
| M               | 8  | Augusto Fernández | 15' | 61' |
| A               | 20 | Nicolás Gaitán    | 66' |     |
| A               | 9  | Gonzalo Higuaín   |     | 76' |
| A               | 7  | Ángel Di María    |     | 43' |
| Substituições:  |    |                   |     |     |
| M               | 18 | Érik Lamela       |     | 43' |
| A               | 10 | Lionel Messi      |     | 61' |
| A               | 11 | Sergio Agüero     |     | 76' |
| Treinador:      |    |                   |     |     |
| Gerardo Martino |    |                   |     |     |

| G                  | 1  | Jaime Penedo      |          |     |
| LD                 | 13 | Adolfo Machado    |          |     |
| Z                  | 23 | Felipe Baloy      | 17'      |     |
| Z                  | 5  | Roderick Miller   |          |     |
| LE                 | 17 | Luis Henríquez    | 78'      |     |
| V                  | 6  | Gabriel Gómez     |          |     |
| M                  | 20 | Aníbal Godoy      | 22', 31' |     |
| M                  | 14 | Valentín Pimentel |          | 20' |
| M                  | 19 | Alberto Quintero  |          |     |
| M                  | 11 | Armando Cooper    | 47'      | 76' |
| A                  | 7  | Blas Pérez        | 6'       | 75' |
| Substituições:     |    |                   |          |     |
| M                  | 2  | Miguel Camargo    |          | 20' |
| A                  | 10 | Luis Tejada       |          | 75' |
| A                  | 16 | Abdiel Arroyo     |          | 76' |
| Treinador:         |    |                   |          |     |
| Hernán Darío Gómez |    |                   |          |     |

| Homem do Jogo: Lionel Messi (Argentina) Assistentes: Juan Zumba William Torres Quarto Árbitro: Víctor Carrillo Quinto Árbitro: Coty Carrera |

### Chile vs Panamá
As duas equipes se encontraram três vezes, na última, um amistoso realizado no Panamá em 2010, o Chile venceu por 2-1.
| 14 de junho   | Chile                              | 4 – 2             | Panamá                  | Lincoln Financial Field, Filadélfia         |
| 20:00 (UTC−4) | Vargas 15', 43' · Sánchez 50', 89' | CONMEBOL CONCACAF | Camargo 5' · Arroyo 75' | Público: 27 260 Árbitro: ECU Roddy Zambrano |

| Cores do Time · Cores do Time · Cores do Time · Cores do Time · Cores do Time | Chile | Panamá | Cores do Time · Cores do Time · Cores do Time · Cores do Time · Cores do Time |

| G                  | 1  | Claudio Bravo         |       |     |
| LD                 | 4  | Mauricio Isla         | 90+2' |     |
| Z                  | 17 | Gary Medel            |       | 90' |
| Z                  | 18 | Gonzalo Jara          |       |     |
| LE                 | 15 | Jean Beausejour       |       | 60' |
| M                  | 8  | Arturo Vidal          |       | 90' |
| M                  | 21 | Marcelo Díaz          |       |     |
| M                  | 20 | Charles Aránguiz      |       |     |
| A                  | 6  | José Pedro Fuenzalida |       |     |
| A                  | 11 | Eduardo Vargas        |       |     |
| A                  | 7  | Alexis Sánchez        |       |     |
| Substituições:     |    |                       |       |     |
| A                  | 22 | Edson Puch            |       | 60' |
| Z                  | 3  | Enzo Roco             |       | 90' |
| M                  | 10 | Pablo Hernández       |       | 90' |
| Treinador:         |    |                       |       |     |
| Juan Antonio Pizzi |    |                       |       |     |

| G                  | 1  | Jaime Penedo      |     |     |
| LD                 | 13 | Adolfo Machado    |     |     |
| Z                  | 3  | Harold Cummings   | 72' |     |
| Z                  | 5  | Roderick Miller   |     |     |
| LE                 | 17 | Luis Henríquez    |     |     |
| M                  | 2  | Miguel Camargo    | 52' |     |
| M                  | 6  | Gabriel Gómez     |     |     |
| M                  | 21 | Amílcar Henríquez | 78' |     |
| M                  | 19 | Alberto Quintero  |     | 71' |
| A                  | 9  | Roberto Nurse     |     | 46' |
| A                  | 10 | Luis Tejada       |     | 46' |
| Substituições:     |    |                   |     |     |
| A                  | 8  | Gabriel Torres    |     | 46' |
| A                  | 16 | Abdiel Arroyo     |     | 46' |
| M                  | 18 | Ricardo Buitrago  |     | 71' |
| Treinador:         |    |                   |     |     |
| Hernán Darío Gómez |    |                   |     |     |

| Homem do Jogo: Eduardo Vargas (Chile) Assistentes: Byron Romero Luis Vera Quarto Árbitro: Wilmar Roldán Quinto Árbitro: John Alexander León |

### Argentina vs Bolívia
As duas equipes se encontraram em trinta e seis ocasiões anteriores, o último confronto nas Eliminatórias da Copa do Mundo FIFA de 2018 realizado no Estádio Mario Alberto Kempes em Córdoba, no início de 2016, que a Argentina venceu por 2-0. Seu último confronto na Copa América foi em 2011, onde o jogo terminou como um empate 1-1.
| 14 de junho   | Argentina                             | 3 – 0             | Bolívia | CenturyLink Field, Seattle                   |
| 22:00 (UTC−4) | Lamela 13' · Lavezzi 15' · Cuesta 32' | CONMEBOL CONCACAF |         | Público: 45 753 Árbitro: PER Víctor Carrillo |

| Cores do Time · Cores do Time · Cores do Time · Cores do Time · Cores do Time | Argentina | Bolívia | Cores do Time · Cores do Time · Cores do Time · Cores do Time · Cores do Time |

| G               | 1  | Sergio Romero      |       |     |
| LD              | 3  | Facundo Roncaglia  |       |     |
| Z               | 17 | Nicolás Otamendi   |       | 75' |
| Z               | 15 | Víctor Cuesta      | 90+2' |     |
| LE              | 13 | Ramiro Funes Mori  |       |     |
| M               | 19 | Éver Banega        | 27'   | 46' |
| M               | 5  | Matías Kranevitter |       |     |
| A               | 22 | Ezequiel Lavezzi   |       |     |
| M               | 18 | Érik Lamela        |       |     |
| A               | 11 | Sergio Agüero      |       |     |
| A               | 9  | Gonzalo Higuaín    |       | 46' |
| Substituições:  |    |                    |       |     |
| M               | 6  | Lucas Biglia       |       | 46' |
| A               | 10 | Lionel Messi       |       | 46' |
| Z               | 2  | Jonathan Maidana   |       | 75' |
| Treinador:      |    |                    |       |     |
| Gerardo Martino |    |                    |       |     |

| G                      | 1  | Carlos Lampe            |     |     |
| LD                     | 2  | Erwin Saavedra          |     |     |
| Z                      | 13 | Alejandro Meleán        | 87' |     |
| Z                      | 22 | Edward Zenteno          | 12' |     |
| Z                      | 5  | Nelson Cabrera          |     |     |
| LE                     | 3  | Luis Alberto Gutiérrez  |     |     |
| M                      | 7  | Juan Carlos Arce        |     | 46' |
| M                      | 8  | Martin Smedberg-Dalence |     | 85' |
| M                      | 15 | Pedro Azogue            |     |     |
| M                      | 10 | Jhasmani Campos         | 81' |     |
| A                      | 9  | Yasmani Duk             |     | 24' |
| Substituições:         |    |                         |     |     |
| Z                      | 4  | Diego Bejarano          |     | 24' |
| M                      | 16 | Cristhian Machado       |     | 46' |
| M                      | 19 | Carmelo Algarañaz       |     | 85' |
| Treinador:             |    |                         |     |     |
| Julio César Baldivieso |    |                         |     |     |

| Homem do Jogo: Ezequiel Lavezzi (Argentina) Assistentes: Jorge Yupanqui Coty Carrera Quarto Árbitro: Wilton Sampaio Quinto Árbitro: Octavio Jara |